# Nikola Vasiljević (Fußballspieler, 1983)
Nikola Vasiljević (* 19. Dezember 1983 in Zvornik) ist ein bosnisch-herzegowinischer Fußballspieler.

## Karriere

### Verein
Nikola Vasiljević begann seine Karriere 2001 beim FK Drina Zvornik, wo er bis 2003 spielte. Von 2006 bis 2007 spielte der Verteidiger in Südkorea bei Jeju United. Nach einer Saison kehrte er in seine Heimat zum FK Modriča Maxima zurück. 2011 wurde er vom kasachischen Verein Schachtjor Qaraghandy verpflichtet.

### Nationalmannschaft
Im Mai 2006 wurde Vasiljević in zwei Freundschaftsspielen der bosnisch-herzegowinischen Fußballnationalmannschaft eingesetzt.

## Erfolge
- Kasachischer Meister: 2011, 2012
- Kasachischer Pokalsieger: 2013